# 5516 Jawilliamson
5516 Jawilliamson eller 1989 JK är en asteroid i huvudbältet som upptäcktes 2 maj 1989 av den amerikanske astronomen Eleanor F. Helin vid Palomar-observatoriet. Den är uppkallad efter den amerikanske science fiction-författare Jack Williamson.
Asteroiden har en diameter på ungefär 11 kilometer och den tillhör asteroidgruppen Mitidika.